# Přešťovice (pravěké sídliště)
Germánské sídliště u Přeštovic  je archeologická lokalita západně od Přeštovic v okrese Strakonice. Nachází se na jižním a východním úbočí návrší zvaného Na Býkovci na rozhraní katastrálních území Přešťovice a Slaník, asi 5 km východně od Strakonic. Osídleno byl Germány v době římské a je nejlépe prozkoumaným sídlištěm z tohoto období v jižních Čechách. Lokalita je chráněna jako kulturní památka.

## Sídliště
Sídliště objevil v roce 1932 Bedřich Dubský. Do té doby se předpokládalo, že jižní Čechy nebyly v době římské osídleny. Částečný archeologický výzkum lokality proběhl už v letech 1933–1934. Ve spojení s dalšími výzkumy byla prozkoumána plocha s rozměry 400 × 250 metrů. Archeologicky zkoumaná plocha zachytila pouze menší část sídliště, takže nelze popsat jeho podobu, která se navíc v průběhu doby měnila. Předpokládá se, že osadu tvořily skupiny zahloubených chat s příslušnými jámami uspořádané do dvorců. Nadzemní kůlové stavby nebyly výzkumem zjištěny.
Pokud se sídliště nelišilo od běžných nížinných sídlišť doby římské, tvořily základní hospodářskou jednotku nadzemní stavba a další stavby a jámy hospodářského účelu. Zdrojem obživy obyvatel bylo zemědělství doplněné pastevectvím. V okolí převládaly listnaté lesy, ve kterých dominoval dub doplněný břízou, borovicí, bukem a vzácněji také dalšími listnatými stromy. Jehličnaté stromy (smrk a tis) zde rostly jen ojediněle.Podle rozboru nalezených kostí lidé využívali zejména prasata, skot, koně, jeleny a srnce. Objevily se také kosti drobných hlodavců, plazů a obojživelníků. I přes blízkost řeky Otavy patřily jediné rybí kosti ploticím. Z nalezených pozůstatků zemědělských plodin bylo možné určit přibližně třetinu. Převládá v nich ječmen (49 %), pšenice dvouzrnka (22 %), žito (13 %) a proso (10 %).
Z řemesel obyvatelé sídliště provozovali hrnčířství a tkalcovství, ale žádný prozkoumaný objekt nesloužil jako specializovaná dílna. Na hrnčířském kruhu byla vyrobena jen malá část nalezené keramiky. Nálezy strusky nepřímo dokládají zpracování železa. Předpokládá se, že sídliště bylo v uváděných řemeslech soběstačné.

## Pohřebiště
Součástí archeologické lokality je také žárové pohřebiště na návrší zvaném Na Vrcholu (417 metrů) jihovýchodně od sídliště. V nejvyšší části se nachází jeden metr vysoká halštatská mohyla s průměrem dvanáct metrů. Zbytek pohřebiště tvoří žárové hroby uložené převážně v keramických nádobách do nepravidelných řad v době římské. V některých obdobích bylo pohřebiště současné s přilehlým sídlištěm, což je v oblasti jižních Čech výjimečná situace. První průzkum pohřebiště proběhl už v roce 1924 a další pokračoval o deset let později současně s průzkumem sídliště. Na ploše osmi arů bylo prozkoumáno 522 hrobů. Pohřby v nich byly většinou chudé a jen malá část hrobů měla kamenné obložení. Kromě spálených zbytků kostí byly v pohřebních nádobách uloženy kovové a jantarové korále, bronzové jehlice, kostěné hřebeny a pazourky.